# Shadrack Korir
Shadrack Korir (ur. 14 grudnia 1978) – kenijski lekkoatleta, średnio i długodystansowiec, brązowy medalista mistrzostw świata z Osaki (2007) w biegu na 1500 m.

## Rekordy życiowe
- Bieg na 1500 m – 3:31,18 (2007)
- bieg na 5000 m – 13:09,92 (2005)
- bieg na 1500 m (hala) – 3:35,03 (2007)
- bieg na 2000 m (hala) – 4:55,72 (2007)
- bieg na 3000 m (hala) – 7:35,98 (2009)
- bieg na 2 mile (hala) – 8:14,84 (2006)
- bieg na 5000 m (hala) – 13:26,82 (2010)